# Stictophacidium
Stictophacidium is een monotypisch geslacht in de familie Stictidaceae. De typesoort is Stictophacidium carniolicum.